# Gaetano Vergazzola
Gaetano Vergazzola detto Tano (Fezzano, 2 settembre 1936 – Salerno, 4 settembre 2012) è stato un calciatore e allenatore di calcio italiano, di ruolo difensore.
È scomparso nel 2012 all'età di 76 anni.

## Carriera

### Giocatore
Il 2 marzo 1959, all'età di 22 anni, riceve dal tecnico Eraldo Monzeglio la gioia del debutto in Serie A in occasione della partita tra Sampdoria e Udinese.
Colleziona con i blucerchiati 3 presenze nella massima divisione in tre stagioni e il destino vuole che la sua terza e ultima presenza nella massima serie del campionato italiano sia contro gli stessi avversari contro i quali esordì. Dopo l'esperienza in Liguria si trasferisce in Campania per giocare nel campionato di Serie C difendendo i colori della Salernitana, squadra che lascia dopo 3 stagioni per andare a giocare in Serie B con il Livorno.
Successivamente ha giocato e allenato ad Angri in serie D.

### Allenatore
Durante le stagioni 1972-73 e 1973-74 è al timone della Cavese. Durante le stagioni 1980-1981 e 1981-1982 guida l'Angri, squadra che ha portato a disputare il Campionato Interregionale a seguito della vittoria della Promozione Campania-Molise 1980-1981. Stessa sorte ha nella stagione 1982-1983 alla guida della Sarnese. È stato inoltre al timone anche del Calitri con cui ha vinto il campionato di Promozione Campania-Molise 1990-1991 e il Campionato Interregionale 1991-1992, la Grottaminarda, squadra con cui ha sfiorato la vittoria del Campionato di Eccellenza sfumata solo dopo lo spareggio giocato allo Stadio San Paolo contro la Nocerina, e la Paganese che ha guidato durante le stagioni 1994-1995 e 1995-1996. Inoltre ha guidato anche l' AC. Amalfi campionato di prima categoria

## Palmarès

### Allenatore
- 1ª Categoria Amalfi 1978-79
- Promozione: 3

Angri: 1980-1981, Sarnese:1982-1983, Calitri: 1990-1991
- Interregionale: 1

Calitri: 1991-1992